# ثابا بوتسوا (جبل)
ثابا بوتسوا (الجبل الأزرق) (بالإنجليزية: Thaba Putsoa)‏ هو جبل في مقاطعة ماسيرو في ليسوتو. يقع على طول الطريق المؤدي إلى سد موهال، على بعد حوالي 70 كيلومترًا إلى الجنوب الشرقي من العاصمة ماسيرو. يبلغ ارتفاع الجبل 3096 متراً.